# Halasi Horváth István
Halasi Horváth István, Horváth István (Budapest, 1904. december 20. – Budapest, 1994. január 4.) festő.

## Életútja
Édesapja Horváth G. Andor festőművész volt, nála kezdte művészeti tanulmányait. A Magyar Képzőművészeti Főiskolán képezte magát tovább, ahol mesterei Rudnay Gyula és Csók István voltak. Lyka Károlytól tanult művészettörténetet. 1924-ben Németországban és Észak-Olaszországban, 1927-ben Franciaországban járt. Rajztanár volt Budapesten. Járt bel- és külföldi tanulmányutakon egyaránt. Megfordult Erdélyben, Nagybányán, Európa majdnem minden országában. 1984-ben hosszabb ideig tartózkodott Algériában. 1924-től kiállító művész, tárlatai voltak a Műcsarnokban (1938), a Nemzeti Szalonban két alkalommal és az Ernst Múzeumban is. Külföldön Bécsben, Németországban, Olaszországban és Jugoszláviában állított ki. Posztimpresszionista stílusban festett. Az OMKT, a Magyar Képzőművészeti Egyesület, a Magyar Akvarell- és Pasztellfestők Egyesülete, a Székely Bertalan Társaság és a Nemzeti Szalon tagja volt.

## Díjak, elismerések
- 1928-31: Állami Pasztell-díj;
- 1930: Földművelésügyi Minisztérium Balatoni táj díja;
- 1931: Magyar Akvarell- és Pasztellfestők Egyesületének díja;
- 1933: Balatoni Társaság Művészeti Egyesületének kitüntető elismerése;
- 1941: Budai Szépművészeti Egyesület bronzérme;
- 1942: Állami erdélyi tanulmányi ösztöndíj;
- 1944: Magyar Képzőművészek Egyesületének Zala György-érme.

## Egyéni kiállítások
- 1969 • Mélyépterv irodaháza
- 1979 • Vízivárosi Galéria, Budapest
- 1980 • Szőnyi Terem, Miskolc
- 1982-88 • Derkovits Terem, Budapest
- 1984 • Dési Huber Terem, Veszprém
- 1986 • Gulácsy Terem, Szeged
- 1990 • Derkovits Terem, Szombathely
- 1992 • Egry József Terem, Nagykanizsa
- 1993 • Iványi Grünwald Galéria, Kecskemét. Művek közgyűjteményekben

## Művek közgyűjteményekben
Magyar Nemzeti Galéria, Budapest.